# Hotel Nirwana
Hotel Nirwana – dziesiąty album studyjny zespołu Maanam wydany w marcu 2001 roku nakładem wydawnictw Kamiling Co i Pomaton EMI. Na tym albumie grupa zastosowała po raz pierwszy komputery, loopy i sample, a w warstwie lirycznej Kora obok własnych tekstów sięgnęła również do poezji Mirona Białoszewskiego, Edwarda Cummingsa i Kamila Sipowicza. Mimo to album osiągnął słabe wyniki sprzedaży, przekraczając nakład 10 tysięcy egzemplarzy. Jest to ostatni album studyjny zespołu nagrany w „złotym” składzie.
W 2017 roku album został wydany po raz pierwszy na płycie winylowej.
Robert Leszczyński o albumie w Gazecie Wyborczej:

„Okładka i tytuł "Hotel Nirwana" sugerowałaby powrót do buddyjsko-hinduskich korzeni zespołu. W muzyce prócz wkrętów orientalnych jest dużo smyczków, latynoskie dęciaki, ale przede wszystkim niespotykane wcześniej w muzyce tego zespołu transowe, elektroniczne perkusje rodem z londyńskiego, tanecznego undergroundu. W zasadzie każda piosenka brzmi inaczej. Produkcyjnie jest to odważna i nowoczesna płyta, jednak na pozycji kompozycji i tekstu Maanam pozostaje sobą. Piosenki zawierają wszystkie elementy rockowego elementarza, z którego przez ponad 20 lat kariery zespołu uczyły się pokolenia fanów rocka - doskonale znane zagrania gitar i specyficzne frazowanie Kory. Mamy tu co prawda wiersze Cummingsa, Białoszewskiego i tekst Kamila Sipowicza, ale reszta utrzymana jest w tematyce i poetyce wcześniejszych tekstów Kory. Bo ta płyta to - przy całym, produkcyjnym rozmachu i aranżacyjnej premedytacji - zbiór typowych maanamowych piosenek.”

{{Cytat}} Brakujące pola: treść. Przestarzałe pola: 1.

## Lista utworów
1. „Przywitanie nowego tysiąclecia” – 0:28
2. „Wolno wolno płyną łodzie” – 3:55
3. „Mandragora” – 4:38
4. „Taczi Tacz” – 3:26
5. „Piekło i niebo (Muszę pogodzić)” – 4:13
6. „Jeszcze jeden pocałunek” – 7:45
7. „Mama (Najprościej żyje się w marzeniach)” – 5:54
8. „Ty Tęsknoto” – 3:09
9. „Hotel Nirwana” – 3:50
10. „Mały człowieku” – 1:57
11. „Bliźniak” – 2:47
12. „Chińskie morze” – 5:31
13. „Piekło i niebo (Muszę pogodzić)” – 6:06 Remix londyński: Black'n'Kinder
14. *Track multimedialny – „Piekło i niebo” – teledysk – 3:45

- Muzyka: Marek Jackowski
- Słowa: Kora, z wyjątkiem:

(8) – Miron Białoszewski
(9) – Kamil Sipowicz
(10) – E.E. Cummings (tłumaczenie: Stanisław Barańczak)

## Skład
- Kora – śpiew
- Marek Jackowski – gitary
- Ryszard Olesiński – gitary
- Krzysztof Olesiński – gitara basowa
- Paweł Markowski – perkusja

Gościnnie
- Cezary Kaźmierczak – instrumenty klawiszowe, hammond
- Barry Kinder – chórki, instrumenty klawiszowe, drumla, perkusja
- Neil Black – skrzypce
- Reinaldo Anton, Caballo Hechavarria – aranżacja instrumentów dętych w utworze „Jeszcze jeden pocałunek”
- Piotr „Ziarek” Ziarkiewicz – trąbka
- Marcin Ołówek – trąbka
- Radosław Nowicki – saksofon
- Zoltan Kiss – puzon
- Marcin Gańko – saksofon

## Produkcja
- Współpraca: Krzysztof Palczewski, Przemysław Nowak, Barry Kinder i Marek Jackowski
- Producent muzyczny: Neil Black
- Kierownictwo produkcji: Mateusz Labuda i Kamil Sipowicz